# Kel Adagh
De Kel Adagh (ook Kel Adrar, Kel Adghagh, Kel Ifoghas ) is een Toeareg-confederatie van stammen die in het gebied van de Adrar des Iforas in Mali wonen. De naam komt van Tamasheq "Kel" ("van de/uit") en "Adagh" ("Bergen"). Hedendaags zijn niet alle Toearegs in de Adrar des Iforas Kel Adagh. Sommige Kel Adagh zitten verspreid doorheen het noorden van Niger en het zuiden van Algerije, met populaties in het Aïr-gebergte, Tassili n'Ajjer en het Hoggar-gebergte. Het overgrote deel van Kel Adagh stammen af van de Edelen- en Strijderskasten en hun aanverwanten.

## Stammen
Enkele edele Kel Adagh:
- Kel Afella (Noord): Aanverwanten van de Amenokal (opperhoofd) van Adagh.
- Kel Taglit
- Kel Essouk (religieuze kaste)
- Kel Ouzzeyn
- Ifergoumessen
- Iriyaken

Stamgenoten hebben ongeveer veertig stammen, de meest opvallende zijn:
- Taghat Mellet ("Van het witte paard")
- Idan
- Ibatanaten

## 2012 Toeareg-opstand
In de maanden voorafgaand aan de Toeareg-opstand in 2012 zou de islamist Iyad ag Ghaly geprobeerd hebben het leiderschap over Kel Adagh over te nemen, maar deze werd afgewezen. Hij reageerde hierop door de islamistische groep Ansar Dine op te richten.
Begin 2012, namen de Toeareg-strijders van de Nationale Beweging voor de Bevrijding van Azawad (MNLA) de controle over verschillende steden in het noorden van Mali. De overwinningen veroorzaakte een staatsgreep in Mali door soldaten te muiten, waardoor de MNLA de regionale hoofdsteden Kidal, Gao en Timboektoe kon overnemen. TIME Magazine beschreef Kel Adagh als "de Toeareg-groep die het dichtst bij de opstand staat".